# Vùng liên bang Sibir

Vùng liên bang Sibir (tiếng Nga: Сиби́рский федера́льный о́круг, đã Latinh hoá: Sibirsky federalny okrug) là một trong tám vùng liên bang của Nga. Dân số của vùng là 20,062,938 người (70.8% là dân thành thị) theo điều tra dân số năm 2002, diện tích vùng là 5.114.800 km².

## Các chủ thể liên bang
| #  | Cờ | Chủ thể liên bang  | Thủ phủ/Trung tâm hành chính |
| -- | -- | ------------------ | ---------------------------- |
| 1  |    | Cộng hòa Altai     | Gorno-Altaysk                |
| 2  |    | Vùng Altai         | Barnaul                      |
| 3  |    | Tỉnh Irkutsk       | Irkutsk                      |
| 4  |    | Tỉnh Kemerovo      | Kemerovo                     |
| 5  |    | Vùng Krasnoyarsk   | Krasnoyarsk                  |
| 6  |    | Tỉnh Novosibirsk   | Novosibirsk                  |
| 7  |    | Tỉnh Omsk          | Omsk                         |
| 8  |    | Tỉnh Tomsk         | Tomsk                        |
| 9  |    | Cộng hòa Tuva      | Kyzyl                        |
| 10 |    | Cộng hòa Khakassia | Abakan                       |

## Liên kết
- https://web.archive.org/web/20040404182505/http://baikaland.tripod.com/russia/sfo.html
- Hình ảnh